# ソニック・ナース
『ソニック・ナース』（Sonic Nurse）は、アメリカ合衆国のオルタナティヴ・ロック・バンド、ソニック・ユースが2004年に発表したスタジオ・アルバム。

## 解説
本作は『NYC ゴースツ&フラワーズ』（2000年）、『ムーレイ・ストリート』（2002年）と共にソニック・ユースの「ニューヨーク三部作」として位置づけられている。前作『ムーレイ・ストリート』に続いてジム・オルークが5人目のメンバーとして全面参加しており、オルークはミキシングも担当した。ジャケットの絵は、アメリカの画家リチャード・プリンスによる。
「キム・ゴードン・アンド・ジ・アーサー・ドイル・ハンド・クリーム」は、他の曲よりも早い2003年1月から3月にかけてレコーディングとミキシングが行われた。この曲は当初「マライア・キャリー・アンド・ジ・アーサー・ドイル・ハンド・クリーム」というタイトルだった。「パターン・レコグニション」のタイトルはウィリアム・ギブスンの同名小説に基づいており、当初は「It's the Mayhem!」という仮タイトルだった。
バンドの母国アメリカでは、『ア・サウザンド・リーヴズ』（1998年）以来6年ぶりにBillboard 200でトップ100入りした。

## 収録曲
全曲ともソニック・ユース作。
1. パターン・レコグニション - Pattern Recognition – 6:33
2. アンメイド・ベッド - Unmade Bed – 3:53
3. ドリッピング・ドリーム - Dripping Dream – 7:46
4. キム・ゴードン・アンド・ジ・アーサー・ドイル・ハンド・クリーム - Kim Gordon and the Arthur Doyle Hand Cream – 4:51
5. ストーンズ - Stones – 7:06
6. デュード・ランチ・ナース - Dude Ranch Nurse – 5:44
7. ニュー・ハンプシャー - New Hampshire – 5:12
8. ペーパー・カット・エグジット - Paper Cup Exit – 5:55
9. アイ・ラヴ・ユー・ゴールデン・ブルー - I Love You Golden Blue – 7:02
10. ピース・アタック - Peace Attack – 6:10

### 日本盤ボーナス・トラック
1. キム・コード - Kim Chords – 6:00
2. ビューティフル・プラトー - Beautiful Plateau – 3:06